# Tommaso Bai
Tommaso Bai, född omkring 1650, död den 22 december 1714, var en italiensk tonsättare.
Bai blev 1713 kapellmästare vid Peterskyrkan i Rom. Av hans mestadels i manuskript befintliga kompositioner har i synnerhet ett miserere för två körer blivit berömt. Det uppförs, omväxlande med Allegris och Bainis, på långfredagen i Sixtinska kapellet. 